# Canal de Torani
El canal de Torani (en inglés: Torani Canal) se encuentra ubicado en el noreste del país suramericano de Guyana fue construido para transferir agua desde el río Berbice al río Canje. El canal tiene unos 19 kilómetros de largo.
La entrada del canal en el río Berbice se encuentra a unos 80 km del mar, donde, aunque sujeto a la influencia de las mareas, el flujo es fresco durante todo el año. Una esclusa de cinco puertas controla el flujo de agua en el canal. La toma de corriente en el río Canje está cerca de la comunidad de Wel te Vreeden. Al menos tres controles de compuertas fluyen fuera del canal.
El canal Torani también funciona para limpiar agua salada del río Canje, especialmente en tiempos de necesidad de riego agrícola.